# Station Smukała Dolna
Station Smukała Dolna is een spoorwegstation in de Poolse plaats Bydgoszcz.